# Tanja Poutiainen
Tanja Poutiainen (6. april 1980 i Rovaniemi i Finland) er en finsk alpinsk skiløber og sølvmedaljevinder i storslalom ved Vinter-OL 2006 i Torino.
I 1997 blev Poutiainen juniorverdensmester i slalom, såvel som hun blev opført på en tredjeplads i Super-G, og samme år debuterede i den alpine verdenscup. Ved junior-VM i 1999 opnåede hun en bronzemedalje i storslalom.
Hun vandt sæsontitlerne i både slalom og storslalom i den alpine verdenscup i 2005, og opnåede en femteplads i den samlede stilling. Ved VM i alpint skiløb 2005 i Bormio vandt hun sølvmedaljen i slalom, hvor mesterkskabet gik til Janica Kostelić fra Kroatien, og sølvmedaljen i storslalom, hvor mesterskabet gik til Anja Pärson fra Sverige.